# Шален ле Контал
Шален ле Контал (фр. Chalain-le-Comtal) насеље је и општина у источној Француској у региону Рона-Алпи, у департману Лоара која припада префектури Монбризон.
По подацима из 2011. године у општини је живело 682 становника, а густина насељености је износила 37,15 становника/km². Општина се простире на површини од 18,36 km². Налази се на средњој надморској висини од 380 метара (максималној 383 m, а минималној 338 m).

## Демографија
| 1962. | 1968. | 1975. | 1982. | 1990. | 1999. | 2011. |
| ----- | ----- | ----- | ----- | ----- | ----- | ----- |
| 355   | 385   | 364   | 357   | 385   | 454   | 682   |

График промене броја становника у току последњих година